# 本名陽子
本名 陽子（ほんな ようこ、1979年1月7日 - ）は、日本の声優、女優、歌手、ナレーター。埼玉県草加市出身。リマックス所属。

## 経歴
1979年1月7日に埼玉県草加市で誕生。本名の激しい人見知りを心配した親の勧めにより、4歳の時に劇団日本児童に入団。子役として中学卒業時までに約180本のドラマ、映画、舞台、CMなどに出演。『レ・ミゼラブル』のリトルコゼット役を演じる。
中学1年時の1991年、『おもひでぽろぽろ』において声優としてデビューし、主人公の少女期を演じる。1995年には同じくスタジオジブリ作品の『耳をすませば』の月島雫役で主演。主題歌「カントリー・ロード」（「故郷へかえりたい」に独自の日本語歌詞をつけた曲）も歌い、シングル発売された同曲はオリコン最高22位を記録、約20万枚を売り上げ、その年の新人アーティストTOP10入りを果たした。
その後、東京都立両国高等学校を経て創価大学文学部外国語学科（ロシア語専攻）への進学を果たすものの、これを理由に一旦は芸能活動を休止。しかし、同大学卒業後にWAHAHA本舗の裏方の仕事に携わったことをきっかけとして、映画『ショコラ』の吹き替えで活動を再開。2004年からは『ふたりはプリキュア』でキュアブラックこと美墨なぎさの声を担当し、テレビアニメでの初主演となる。2005年にはゲーム『サクラ大戦V 〜さらば愛しき人よ〜』で吉野杏里役を担当し、同作品のレビューショーにも出演する。
2006年9月、新宿芸能社第8回公演『ちんどん』に出演以降、第11回公演『銀座通りのデカプリオ』、第12回公演『歌の翼にキミを乗せ』でヒロインを演じる。劇団名が昭和芸能舎となってからは、第15回公演『ラストコーラス』に主演として参加し、初の舞台主演となる。以後も舞台や海外映画の吹き替えを主として活動している。
2014年7月30日のブログにて一般男性との結婚を発表。2015年6月20日には第1子となる女児を出産。2017年5月5日には第2子となる男児を出産。『金曜ロードSHOW!』で自身の出演作『耳をすませば』が放送され、自身もそれを見ながら実況するニコニコ生放送での番組出演中にこのことを明かすとともにブログを更新しており、その中で一度流産を経験したことも告白している。
81プロデュースを経て、リマックス所属となった。

## 人物
座右の銘は「何があっても希望の火を燃やし続けてこそ道は開けてくる」。

### 特技・趣味
特技は、イタリア語、ロシア語、ピアノの演奏、タップダンス。
また、本人の公式サイトの記述によれば、テニス、書道（6段）、ジャグリング、朝鮮舞踊も特技として挙げられている。趣味は、カフェ巡り、料理、写真、読書、舞台・映画鑑賞。海外旅行をすることもあるという。

### 活動の傾向
イタリア語の堪能さを買われ、アニメ『とある魔術の禁書目録II』、『カンピオーネ!』では監修として参加している。
2009年にピアニストのMarcielo、音効パーカッショニストのJunJunと音楽ユニット「宇宙時計」を結成しており、作詞作曲のほか、アクセサリーのプロデュースなども行っている。
スタジオジブリの劇場長編に縁が深く、計3作品に出演のほか、ジブリ美術館ライブラリーのナレーションも務めている。

## 出演
太字はメインキャラクター。

### テレビアニメ
1993年
- クレヨンしんちゃん（ゆきこ）

2000年
- とっとこハム太郎（ミユキ）

2004年
- じゃがいぬくん（チェリーマウス兄）
- ふたりはプリキュア（2004年 - 2006年、美墨なぎさ / キュアブラック） - 2シリーズ

2005年
- ああっ女神さまっ（エクス）
- アガサ・クリスティーの名探偵ポワロとマープル（ジェーン）
- 英國戀物語エマ（2005年 - 2007年、サラ、アニー） - 2シリーズ
- ガラスの仮面（平成版）（沢渡美奈）
- CLUSTER EDGE（リナ）
- タイドライン・ブルー（チェンレーシ）

2006年
- 恋する天使アンジェリーク シリーズ（2006年 - 2007年、エンジュ、モイラ） - 2シリーズ
- .hack//Roots（アスタ）
- xxxHOLiC（凛）
- RAY THE ANIMATION（美里）

2007年
- 機動戦士ガンダム00（2007年 - 2009年、スメラギ・李・ノリエガ） - 2シリーズ
- 結界師（リサ）

2008年
- のらみみ（メリィー）

2009年
- 鉄のラインバレル（森次百合子）

2010年
- 学園黙示録 HIGHSCHOOL OF THE DEAD（林）
- はなまる幼稚園（桜）

2011年
- とある魔術の禁書目録 シリーズ（2011年 - 2019年、ワシリーサ、おばさん） - 2シリーズ
- 名探偵コナン（2012年 - 2019年、甲斐谷貴和子、弁崎素江、加賀見しのぶ）

2013年
- カーニヴァル（イヴァ）
- ダンボール戦機WARS（キャサリン・ルース）
- 八犬伝―東方八犬異聞―（リリス） - 2シリーズ

2014年
- サザエさん（2014年 - 2019年、女の子、美奈子）
- ハピネスチャージプリキュア!（キュアブラック）

2015年
- 金田一少年の事件簿R（白樹紅音）

2016年
- 宇宙パトロールルル子（ララ子・ゴッドスピード、ブラウニー）

2017年
- 鬼灯の冷徹（五官王）

2018年
- HUGっと!プリキュア（美墨なぎさ / キュアブラック）
- ソードアート・オンライン アリシゼーション（2018年 - 2019年、謎の声 / シャーロット）

2019年
- 爆釣バーハンター（セクシー原人）
- けだまのゴンじろー（毛ニー）

2020年
- LISTENERS リスナーズ（ウェンディ）

2021年
- パズドラ（翔子先生）
- 平穏世代の韋駄天達（ブランディ）
- ルパン三世 PART6（さくら）

2022年
- 平家物語（藤原経子）

2023年
- D4DJ All Mix（りんくの母）
- ひろがるスカイ!プリキュア（キュアブラック）
- キボウノチカラ〜オトナプリキュア'23〜（美墨なぎさ / キュアブラック）

2024年
- 喧嘩独学（志村美由紀）

### 劇場アニメ
1991年
- おもひでぽろぽろ（岡島タエ子〈小学5年時〉）

1995年
- 耳をすませば（月島雫）

2002年
- 猫の恩返し（チカ）

2005年
- プリキュアシリーズ（2005年 - 2023年、美墨なぎさ / キュアブラック） - 13作品

2006年
- トップをねらえ!&トップをねらえ2!合体劇場版（ニャーン・ヌォク・チャム）

2007年
- アズールとアスマール（エルフの妖精）

2010年
- 劇場版 機動戦士ガンダム00 -A wakening of the Trailblazer-（スメラギ・李・ノリエガ）

2015年
- サイボーグ009VSデビルマン（ヘレナ）

2021年
- 僕のヒーローアカデミア THE MOVIE ワールド ヒーローズ ミッション（クレア・ボヤンス）

2025年
- 映画 おしりたんてい スター・アンド・ムーン（コーラ）

### OVA
- アレクサンドロスの決断（2003年、レネ）
- あの山に登ろうよ（2003年、妖精）
- トップをねらえ2!（2005年、ニャーン・ヌォク・チャム）
- サクラ大戦 ニューヨーク・紐育（2007年、吉野杏里）
- .hack//G.U. TRILOGY（2008年、アスタ）
- .hack//Quantum（2011年、アスタ）

### Webアニメ
- きみの待つ未来（ばしょ）へ（2018年、アキコ）

### ゲーム
2002年
- SPIDER-MAN 2
- パンツァードラグーン オルタ（オルタ）

2004年
- ふたりはプリキュア ありえな〜い! 夢の園は大迷宮（美墨なぎさ / キュアブラック）
- みんなのGOLF ポータブル（ユメリ）

2005年
- サクラ大戦V 〜さらば愛しき人よ〜（吉野杏里）
- ふたりはプリキュア Max Heart マジ?マジ!?ファイトde IN じゃない（美墨なぎさ / キュアブラック）
- ふたりはプリキュア Max Heart DANZEN! DSでプリキュア 力を合わせて大バトル（美墨なぎさ / キュアブラック）

2006年
- .hack//G.U.（2006年 - 2007年、アスタ） - 2作品

2007年
- 忌火起草（早瀬愛美）

2008年
- Yes!プリキュア5 Go Go! 全員しゅーGo! ドリームフェスティバル（美墨なぎさ / キュアブラック）
- 機動戦士ガンダム00（スメラギ・李・ノリエガ）
- 機動戦士ガンダム00 ガンダムマイスターズ（スメラギ・李・ノリエガ）
- タツノコ VS. CAPCOM CROSS GENERATION OF HEROES（想鐘サキ）
- ふしぎ遊戯 朱雀異聞（房宿）

2009年
- SDガンダム GGENERATION（2009年 - 2025年、スメラギ・李・ノリエガ） - 6作品
- クレヨンしんちゃん 嵐を呼ぶ ねんどろろ〜ん大変身!（コロンちゃん / ウン＝コロン）
- C-1 Battle（ロロ）
- 闘真伝（シルヴァ・ベッティ）

2010年
- 機動戦士ガンダム エクストリームバーサス（2010年 - 2016年、スメラギ・李・ノリエガ） - 4作品
- .hack//Link（アスタ、ぽこたん）

2011年
- 第2次スーパーロボット大戦Z 破界篇 / 再世篇（2011年 - 2012年、スメラギ・李・ノリエガ） - 2作品
- 謎惑館 〜音の間に間に〜

2013年
- 鬼武者Soul（想鐘サキ）
- スーパーロボット大戦UX（スメラギ・李・ノリエガ）
- ダンボール戦機ウォーズ（キャサリン・ルース）
- Dragon's Dogma Dark Arisen（オルガ）

2014年
- 第3次スーパーロボット大戦Z 時獄篇 / 天獄篇（2014年 - 2015年、スメラギ・李・ノリエガ） - 2作品

2015年
- スーパーロボット大戦BX（スメラギ・李・ノリエガ）
- ペルソナ4 ダンシング・オールナイト（左山ともえ）
- ミリ姫大戦 −Militärische Mädchen−（カッツァーゴ、リベルエーリ）

2017年
- スーパーロボット大戦V（スメラギ・李・ノリエガ）
- プリキュア つながるぱずるん（美墨なぎさ / キュアブラック）

2018年
- グランブルーファンタジー（2018年 - 2019年、グレイス、美墨なぎさ / キュアブラック）
- 機動戦士ガンダム エクストリームバーサス2（2018年 - 2025年、スメラギ・李・ノリエガ） - 4作品

2022年
- SDガンダム バトルアライアンス（スメラギ・李・ノリエガ）

2023年
- スーパーロボット大戦DD（スメラギ・李・ノリエガ）
- なつもん! 20世紀の夏休み（ラブちゃん）
- 機動戦士ガンダム アーセナルベース（スメラギ・李・ノリエガ）
- ぷよぷよ!!クエスト（キュアブラック）

### ドラマCD
- カーニヴァル シリーズ（イヴァ）
  - カーニヴァル 飛べない翼/人魚の瓶
  - カーニヴァル ヴィント
- 機動戦士ガンダム00 シリーズ（スメラギ・李・ノリエガ）
  - 機動戦士ガンダム00 CDドラマ・スペシャル アナザーストーリー MISSION-2306
  - 機動戦士ガンダム00 CDドラマ・スペシャル アナザーストーリー Road to 2307
  - 機動戦士ガンダム00 CDドラマ・スペシャル アナザーストーリー 4 MONTH FOR 2312
- 賢者の弟子を名乗る賢者（マリアナ[49]）
- 恋する天使アンジェリーク シリーズ（エンジュ）
  - 恋する天使アンジェリーク オリジナルドラマCD 〜聖獣編〜
  - 恋する天使アンジェリーク オリジナルドラマCD 聖地のひととき〜神鳥編〜
- サクラ大戦 第六期ドラマCDシリーズ Vol.3 紐育編 〜オーバー・ザ・レインボー・サンシャイン〜
- C-1 Battle（ロロ）
- 新 鬼武者 〜柳生十兵衛 茜の旅立ち〜（木村助九郎）
- 鉄のラインバレル ドラマCD Sound Plays 1・2（森次百合子）
- .hack//G.U. .hackers プレミアムDVD（アスタ）
- ぱにぽに セカンドシリーズ Vol.1 〜ベッキー不在! 新聞部杯主役争奪大会!!〜編（秋山乙女）
- ふたりはプリキュア シリーズ（美墨なぎさ / キュアブラック）
  - ふたりはプリキュアCDドラマシリーズ 〜ふたりでプリドラNo.1〜「ぶっちゃけお江戸でござる」
  - ふたりはプリキュアCDドラマシリーズ 〜ふたりでプリドラNo.2〜「マジしんどい!雪は招くよ嵐を呼んで」
  - ふたりはプリキュア 1st Year キャラクター&キャラソンベスト
  - ふたりはプリキュア Max Heart キャラクターミニアルバム 美墨なぎさ キュアブラック
- 闇のパープル・アイ -慎也と小田切篇-（曽根原薫子[50]）

### 吹き替え

#### 担当女優
エリザベス・モス
- ザ・キッチン（クレア・ウォルシュ）
- シャイニング・ガール（カービー・マズラチ）
- 透明人間（セシリア・カシュ）
- ハンドメイズ・テイル/侍女の物語（ジューン / オブフレッド）

ファン・ビンビン
- 新宿インシデント（リリー）
- 新少林寺/SHAOLIN（顔夕）
- スカイハンター（チャオ・ヤリ）
- 封神伝奇 バトル・オブ・ゴッド（妲己）

#### 映画（吹き替え）
- 悪の法則（ローラ〈ペネロペ・クルス〉）
- 姉のいた夏、いない夏。（フィービー少女時代〈カミーラ・ベル〉）
- アブノーマル・ビューティー（ジャス〈ロザンヌ・ウォン〉）
- アフロ忍者（サンドラ〈ナターシャ・ホプキンス〉）
- アメイジング・スパイダーマン（グウェン・ステイシー〈エマ・ストーン〉）
  - アメイジング・スパイダーマン2[53]
- アンダー・サスピション（カミール・ロドリゲス）※テレビ東京版
- いつか眠りにつく前に（ライラ・ウイッテンボーン〈メイミー・ガマー〉）
- イノセント・ボーイズ（マージー・フリン〈ジェナ・マローン〉）
- イントゥ・ザ・ワイルド（カリーン・マッキャンドレス〈ジェナ・マローン〉）
- ヴァンパイア 呪力転生（アマンダ〈メレディス・モンロー〉）
- ヴィジョン/暗闇の来訪者（イヴリー〈アイラ・フィッシャー〉）
- 受取人不明（ウノク〈パン・ミンジョン〉）
- エンバー 失われた光の物語（リーナ・メイフリート〈シアーシャ・ローナン〉）
- おばあちゃんの贈り物〜ニューヨークのクリスマス物語（アレキサンドラ）
- 女泥棒サバイバル・ランナウェイ（PJ〈サラ・オー〉）
- 彼女を信じないでください（チェ・スミ〈イ・ヨンウン〉）
- 韓国特殊部隊アルゴン（カン・ガンヒ〈イ・ユリ〉）
- カンフー・ヨガ（カイラ〈アミラ・ダスツール〉[54]）
- キャビン（デイナ・ポーク〈クリステン・コノリー〉）
- 恋するベーカリー（ローレン・アドラー〈ケイトリン・フィッツジェラルド〉）
- サイレント・ワールド2012（ジュリア〈ケイティ・ウィルソン〉）
- ザ・シューター/極大射程（エミリー）
- ジェット・ローラー・コースター（トレーシー・コールダー〈ヘレン・ハント〉）※DVD版
- 609（ブッパー・ラットリー〈ライラ・ブンヤサック〉）
- シティ・オブ・ゴッド（アンジェリカ〈アリシー・ブラガ〉）
- ショコラ（アヌーク〈ヴィクトワール・ティヴィソル〉）
- 親愛なるきみへ（サヴァンナ〈アマンダ・サイフリッド〉）
- シンドバッドの大冒険 4つの髑髏（スードラ）
- スーパーエージェント 美女奪還大作戦!!（アレハンドラ）
- ストリートダンス/TOP OF UK（カーリー〈ニコラ・バーリー〉）
- ゼノンIII（ゼノン）
- ソウルガールズ (ジュリー)
- ゾンビキング
- ダーククリスタル（キーラ）※BD版
- ダーク・シャドウ（ヴィクトリア・ウィンターズ / ジョゼット・デュプレ〈ベラ・ヒースコート〉）
- タイピスト!（ローズ・パンフィル〈デボラ・フランソワ〉）
- ダニエル・スティール/愛のカレイドスコープ・訣別の微笑（少女時代のヒラリー）※テレビ東京版
- 旅するジーンズと16歳の夏（ベイリー〈ジェナ・ボイド〉）
- チアガール VS テキサスコップ（エマ・シャープ〈シャノン・ウッドワード〉）
- チャ刑事（コ・ヨンジェ〈ソン・ユリ〉）
- ちりも積もればロマンス（ク・ホンシル〈ハン・イェスル〉）
- 沈黙の鉄拳（ティア〈マーライナ・マー〉）
- ティーン・ビーチ・ムービー（マッケンジー〈マイア・ミッチェル〉）
- デス・スピード（ジェシー）
- デスバーガー（マッケンジー・カーペンター〈レイトン・ミースター〉）
- デビルクエスト（女）
- デビル・リベンジャー 復讐の殺人者（メラニー）
- ドラゴン・コップス 微笑捜査線（チンシュイ〈リウ・シーシー〉）
- トレジャー・オブ・パイレーツ（アンネ〈レア・クルカ〉）
- DRIFT（サラ）
- トワイライト・オブ・ブラッド（サマー・マシューズ〈アシュリー・グリーン〉）
- パーティー・ナイトはダンステリア（トーリー・フレダキング〈テレサ・パルマー〉）
- 裸足の1500マイル（モリー〈エヴァーリン・サンピ〉）
- バトルシップ（サマンサ・シェーン〈ブルックリン・デッカー〉[55]）
- パニック・エレベーター（クラウディア〈アンバー・タンブリン〉）
- バルニーのちょっとした心配事（セシール）
- BANSHEE（ヴェロニカ）
- 美女&野獣（ベル〈エステラ・ウォーレン〉）
- ピッチ・パーフェクトシリーズ（オーブリー・ポセン〈アンナ・キャンプ〉）
  - ピッチ・パーフェクト ※ユニバーサル・ピクチャーズ版
  - ピッチ・パーフェクト2
  - ピッチ・パーフェクト ラストステージ
- 品行ゼロ（チェ・ミニ〈イム・ウンギョン〉）
- ファイナル・デイ（トーリ〈ステファニー・エステス〉）
- ブギーマン
- ブラック・ビューティー（ベス〈ケイトリン・フィッツジェラルド〉）
- フリッパー（1963年版）（キム）
- ブルー きみは大丈夫（石けんバブル[56]）
- ブレア・ウィッチ（リサ〈キャリー・ヘルナンデス〉）
- ベートーベン（ライス・ニュートン〈ニコール・トム〉）※NHK版
- ベートーベン2（ライス・ニュートン〈ニコール・トム〉）※NHK版
- 墓地（ミシェル）
- ホワイト・オランダー（アストリッド・マグヌセン〈アリソン・ローマン〉）
- ホワイト・バレンタイン（ジョンミン〈チョン・ジヒョン〉）
- マーガレット・サッチャー 鉄の女の涙（若き日のマーガレット〈アレクサンドラ・ローチ〉）
- マーダー・フィルム（ブリジット〈レベッカ・ブランデス〉）
- マーメイド・ボーイ 僕って人魚!?（サム〈コートニー・ドレイパー〉）
- マイPSパートナー（ユンジョン〈キム・アジュン〉）
- MOTHER マザー（アンナ）
- マッド・ブラザー（ジャネット〈ケリー・ラッセル〉）
- マペットのメリー・クリスマス（本人〈ケリー・リパ〉）
- もっと猟奇的な彼女（彼女〈ビクトリア〉）
- ラスト・ソルジャー（歌姫〈リン・ポン〉）
- ルイスと不思議の時計（ミセス・バーナヴェルト〈ロレンツァ・イッツォ〉[57]）
- ルール 封印された都市伝説（サマンサ〈ケイト・マーラ〉）
- レジェンド 三蔵法師の秘宝（リリー〈マーガレット・ワン〉）
- ロード・オブ・クエスト ドラゴンとユニコーンの剣（ベラドンナ〈ズーイー・デシャネル〉）

#### ドラマ
- I LOVE!オリバー #8
- アナザー・ライフ〜天国からの3日間〜 第一シーズン #1（少女マデリン）
- アボンリーへの道（フェリシティ・キング）
- ER緊急救命室
  - シーズン7 #139（オードリー・ホフマン〈ケリー・リン・プラット〉）
  - シーズン8 #160（アンナ〈ミーガン・オースティン・オバール〉）
  - シーズン15 #330（ベラ〈マッケンジー・ヴェガ〉）
- イーストエンドの魔女たち（イングリッド〈レイチェル・ボストン〉）
- イエロージャケッツ（ショーナ〈メラニー・リンスキー、ソフィー・ネリッセ〉[58]）
- インディ・ジョーンズ/若き日の大冒険（ソフィー）
- 美しき日々（キム・セナ〈イ・ジョンヒョン〉）
- エレメンタリー ホームズ&ワトソン in NY
- 王女ピョンガン 月が浮かぶ川（ヒョン妃〈キ・ウンセ〉[59]）
- 王の後宮（邵春華〈アン・アン〉）
- カンフーサッカー（パッ・トウホン〈レイン・リー〉）
- 騎馬警官2 #29（アンディ）
- 救命医ハンク3 セレブ診療ファイル #3（ステラ〈シリ・アップルビー〉）
- クリスマスに雪は降るの?（ジワン〈ハン・イェスル〉）※テレビ東京版
- ゴースト 〜天国からのささやき シーズン2 #18（ジュリー）
- 五星大飯店〜Five Star Hotel〜（キム・ジエ〈チョン・ユミ〉）
- コウラン伝 始皇帝の母（羋絲蘿〈ファン・アンナー〉）
- ザ・ケープ 漆黒のヒーロー（オーウェル〈サマー・グロー〉）
- サブリナ シーズン7 #140（少女ゼルダ）
- 三国志 Three Kingdoms（貂蝉〈チェン・ハオ〉）
- CSI:ニューヨーク7 #17（エミー〈スカウト・テイラー＝コンプトン〉）
- CSIマイアミ5 #17,#19（アンナ）
- ジーニアス:ピカソ（フランソワーズ・ジロー〈クレマンス・ポエジー〉）
- 主任警部アラン・バンクス（アニー・カボット）
- 恕の人 -孔子伝-（南子〈イ・ジョンヒョン〉）
- 真実（イ・ジャヨン〈チェ・ジウ〉）
- 新ビバリーヒルズ青春白書（アニー・ウィルソン〈シェネイ・グライムス〉）
- SUITS/スーツ（カトリーナ・ベネット〈アマンダ・シュル〉）
- スーパーナチュラル シーズン3 #14（ラニー）
- 続ハリーズ・ロー 裏通り法律事務所（フィービー・ブレイク）
- 空飛ぶ魔女学校（ドルシラ）
- ソロリティФフォーエバー（ジュリー〈ジェシカ・ローズ〉）※Bee TV（携帯電話専門放送局）
- 推奴（オンニョン / キム・ヘウォン〈イ・ダヘ〉）※テレビ東京版
- デスパレートな妻たち（ジュリー・メイヤー〈アンドレア・ボーウェン〉）
- 24 -TWENTY FOUR- リブ・アナザー・デイ（ケイト・モーガン〈イヴォンヌ・ストラホフスキー〉）
- 南少林（シャオイン〈樂珈彤〉）
- パダムパダム 〜彼と彼女の心拍音〜（チョン・ジナ〈ハン・ジミン〉）
- パパとアリスのB&B奮戦記（アリス）
- バフィー 〜恋する十字架〜（イブ）
- パレーズ・エンド（ヴァレンタイン・ワノップ〈アデレイド・クレメンス〉）
- HEROES/ヒーローズ #57（若い頃のアンジェラ・ペトレリ〈アレクサ・ニコラス〉）
- ビクトリアス
- 101回目のプロポーズ（中韓合作リメイク版）（リー・イーシュエン〈ウー・ジィアニイ〉）
- ファンタスティック・カップル（ナ・サンシル / アンナ・チョ〈ハン・イェスル〉）
- 武神（チェ・ソンイ〈キム・ギュリ〉）
- 冬のソナタ（チョン・ヒジン）
- フラッシュポイント -特殊機動隊SRU- #9（ペニー〈タチアナ・マスラニー〉）
- Blood Cell（ジュリア）※Bee TV
- プリティ・リトル・ライアーズ（アリソン・ディローレンティス〈サーシャ・ピーターズ〉）
- ブルーブラッド 〜NYPD家族の絆〜 #20（マギー・オルソン）
- 魔術師 MERLIN #7（ソフィア〈ホリデイ・グレインジャー〉）
- マーニーと魔法の書（マーニー・マクブライド〈ヴィヴィアン・エンディコット・ダグラス〉）
- MAD MEN シーズン2 #11（ジョイ）
- ミスター・サンタを探して（マリッサ）
- 名探偵ポワロ ハロウィーン・パーティ（フランシス・ドレイク）
- ヤング・スーパーマン シーズン1 #41,#42（エリカ）
- 流星花園II（シノ〈ペース・ウー〉）
- レ・ミゼラブル（コゼット〈ヴィルジニー・ルドワイヤン〉）

#### アニメ
- アトミック・ベティ（ベティ）
- イン・ヤン・ヨー!（イン）
- 時光代理人 -LINK CLICK-（李亮の妻）
- ジャッキー・チェン・アドベンチャー（ジェイド）
- ショベルカーディグスとはたらく車たち（キャリー）
- スーパー・ロボット・モンキー・チーム・ハイパーフォース GO!（ノヴァ）
- スター・ウォーズ 反乱者たち（ダイサー）
- みんなあつまれ! ワンダーパーク（ジューンのママ）

### ナレーション
- 孤高のメス劇場版スポット・TVスポット
- 百万円と苦虫女特番
- マツモトキヨシ e!マツモトキヨシ店頭ナレーション
- NHK人間講座・ようこそ!マザーグースの世界へ（鷲津名都江目白大学教授の講義）
- BSマンガ夜話第31弾（2004年11月29日 - 12月2日）
- ふるさと発スペシャル（2006年10月27日）
- NHK高校講座オリエンテーション2008

### ラジオ
- FMシアター「大切な子どもたち」 1992年（NHK-FM）
- 本名陽子のYOKO DE PARADISE 1996年（文化放送）
- TOKYO→NIIGATA MUSIC CONVOY 火曜日、2006年2月担当（FM PORT）
- 朗読 香峯子抄〜夫・池田大作と歩んだひとすじの道〜 2010年（RFラジオ日本・ぎふチャン・ラジオ関西）
- キボウラジオ 2013年（文化放送、ゲスト）

### 音声ガイド
- 東京富士美術館常設展
- ボルゲーゼ美術館展（京都国立近代美術館（2009年10月31日 - 12月27日）、東京都美術館（2010年1月16日 - 4月4日））
- 〜日中国交正常化40周年記念〜地上の天宮 北京・故宮博物院展（東京富士美術館（2012年3月29日 - 5月8日）、ほか全国各地）
- 全プリキュア展〜20th Anniversary Memories〜（サンシャインシティ（2023年2月1日 - 2月19日）、ほか全国各地）- 美墨なぎさ / キュアブラック[60]

### 人形劇
- こどもにんぎょう劇場「とらねことおしょうさん」（長者の娘）

### テレビドラマ
1984年
- 新大江戸捜査網 第25話「絶唱! 幻の夫婦花」（テレビ東京 / ヴァンフィル）

1985年
- 巨獣特捜ジャスピオン（テレビ朝日 / 東映） #13

1986年
- 暴れん坊将軍II 第170話「コソ泥入門!かあちゃんが欲しい」（テレビ朝日 / 東映） - お君
- 花嫁衣裳は誰が着る（フジテレビ / 大映テレビ）
- 秘められた関係

1987年
- 仮面ライダーBLACK（第32話） - ユキ
- 若大将天下ご免! 第1話「あっぱれ小天狗一本勝負!」（テレビ朝日） - 千枝
- 銭形平次 第17話「あぶない親子」（日本テレビ / ユニオン映画） - お千代
- ヨーシいくぞ!（TBS） - ももこ
- どうぶつ通り夢ランド（第17・25話）
- 風雲江戸城 怒涛の将軍徳川家光（テレビ東京 / 東映） - あや

1988年
- 仮面ライダーBLACK RX（第9話） - 小泉千種
- 南部鼻まがり（NHK / 短編ドラマシリーズ　ふるさと） - 里子
- トレード（東芝日曜劇場　第1630回）

1989年
- 電脳警察サイバーコップ（第26話） - ユカリ
- 長七郎江戸日記 第2シリーズ 第44話「少女の叫び」（日本テレビ / ユニオン映画） - 藤木しづか
- 愛人さまのお通りだい!（TBS・土曜ドラマスペシャル）
- 熱中時代スペシャル 嵐を呼ぶ男（日本テレビ / 水曜グランドロマン）

1990年
- 泥棒に手を出すな!（第3話） - 三田紀代
- 特警ウインスペクター（第17話） - 高岡美紀
- 裸の大将放浪記 第44話「清とベンガラの花嫁」（関西テレビ） - 後藤マチコ（吹屋小学校の生徒）

1991年
- あばれ八州御用旅 第2シリーズ 第3話「五六八なみだ旅」（テレビ東京・ユニオン映画）
- 長七郎江戸日記 第3シリーズ 第11話「傷」（日本テレビ・ユニオン映画） - おちか
- 特救指令ソルブレイン（第2話） - 水沢ユカ
- 代表取締役刑事（第38話） - こずえ

1993年
- はぐれ刑事純情派 PART6（第15話）「怯える写真・夜の教室に立つ女」 - 和田明日香

2006年
- 警視庁捜査一課9係 season1（第8話） - マキ

### 映画
- あひるのうたがきこえてくるよ。（木鳥かおり）
- 植村直己物語
- うみ・そら・さんごのいいつたえ（川西かおり）

### バラエティ
- OTAKU RELOADED（『プリキュア』のアフレコ現場を撮影したもの。スペインでも放送があった）
- アニソンBEST500 Special Guest Live
- アニメTV
- あさイチ（2011年4月8日放送。東日本大震災の被災者からのリクエストにより出演。スタジオでカントリー・ロードを歌う）

### CM
- あかリモコン
- 中央三井信託銀行（Y氏の6つの夢－山を買う夢）（秘書）
- ミロ
- LINE:ディズニー ツムツム（ナレーション）
- わかめラーメン

### 舞台
- レ・ミゼラブル（リトルコゼット）
- 一人旅（貞吉）
- サクラ大戦シリーズ（吉野杏里）
  - 紐育レビュウショウ 〜歌う♪大紐育♪〜
  - 紐育レビュウショウ 〜歌う♪大紐育♪2〜
  - サクラ大戦 武道館ライブ 〜帝都・巴里・紐育〜
  - 紐育レビュウショウ 〜歌う♪大紐育♪3〜 ラストショウ
  - 紐育星組ライブ2011〜星を継ぐもの〜
  - サクラ大戦 武道館ライブ2 〜帝都・巴里・紐育〜
  - 紐育星組ライブ2012 〜誰かを忘れない世界で〜
- ちんどん〜アカンときこそ、笑わんまいけ♪〜（上原陽子）
- 銀座通りのデカプリオ（康子先生）
- 歌の翼にキミを乗せ（フミ）
- ラストコーラス（水前寺亜紀）
- +GOLD FISH（2013年2月7日 - 16日、東京芸術劇場）

### デジタルコミック
- Beeマンガ モテキ（小宮山夏樹）

### その他コンテンツ
- 情報セキュリティ対策DVD「守って安心インターネット」（警視庁）
- 自律型会話ロボット「Romi」（ミクシィ）音声データ[62]

## ディスコグラフィ

### シングル
| 枚  | 発売日        | タイトル           | 規格品番   | 最高位 |
| --- | ------------- | ------------------ | ---------- | ------ |
| 1st | 1995年6月25日 | カントリー・ロード | TKDA-70642 | 22位   |
| 2nd | 1996年6月5日  | 未来のドア         | TKDA-70871 |        |

### アルバム

#### オリジナルアルバム
| 枚  | 発売日        | タイトル            | 規格品番   |
| --- | ------------- | ------------------- | ---------- |
| 1st | 1996年7月22日 | friends〜フレンズ〜 | TKCA-70947 |

#### ミニアルバム
| 枚  | 発売日        | タイトル  | 規格品番  |
| --- | ------------- | --------- | --------- |
| 1st | 2008年8月27日 | true self | GNCA-7118 |
| 2nd | 2009年6月24日 | Fiore     | GNCA-7131 |

### キャラクターソング

#### 『ふたりはプリキュア』関連
テレビアニメ『ふたりはプリキュア』および『ふたりはプリキュア Max Heart』と関連した音楽CD。同作品のヒロイン・美墨なぎさ名義で歌った曲（イメージソングなど）。
- ふたりはプリキュア Vocalアルバム DUAL VOCAL WAVE! 〜ありったけの笑顔で〜（2004年9月24日）
- ふたりはプリキュア ボーカルアルバム2 Vocal Rainbow Storm!! 〜光になりたい〜（2004年12月22日）
- ふたりはプリキュア Max Heart キャラクターミニアルバム 美墨なぎさ（キュアブラック）（2005年7月22日）
- ふたりはプリキュア 1st yearキャラクター&キャラソンベスト（2005年9月22日）
- ふたりはプリキュア MaxHeart Vocalアルバム EXTREAM VOCAL LUMINARIO!! 〜同じ夢見て〜（2005年10月21日）
- ふたりはプリキュア MaxHeart Vocalアルバム Vol.2 〜「あ」から始まる愛コトバ〜（2005年12月22日）
- ふたりはプリキュア MaxHeart ボーカルベスト!!（2006年5月25日）

#### 『サクラ大戦V』関連
ゲームソフト『サクラ大戦V 〜さらば愛しき人よ〜』と関連した音楽CD。同作品の吉野杏里名義で歌った曲（イメージソングなど）。
- 地上の戦士/ここはパラダイス
- サクラ大戦Review In Little Lip Theater 〜歌う♪大紐育♪〜
- サクラ大戦Review In Little Lip Theater II
- サクラ大戦Review In Little Lip Theater III
- サクラ大戦Review In Little Lip Theater V

#### その他
- 耳をすませば イメージアルバム
- はなまるなベストアルバム childhood memories

## ライブ

### 合同ライブ
| 出演日              | タイトル                            | 会場         |
| ------------------- | ----------------------------------- | ------------ |
| 2024年1月20日・21日 | 全プリキュア 20th Anniversary LIVE! | 横浜アリーナ |

### シリーズ一覧
1. ↑  第1期（2004年 - 2005年）、第2期『Max Heart』（2005年 - 2006年）
2. ↑  第1期（2005年）、第2期『第二幕』（2007年）
3. ↑  第1期『心のめざめる時』（2006年）、第2期『かがやきの明日』（2007年）
4. ↑  ファーストシーズン（2007年 - 2008年）、セカンドシーズン（2008年 - 2009年）
5. ↑  第2期『II』（2011年）、第3期『III』（2019年）
6. ↑  第1期（2013年）、第2期（2013年）
7. ↑  『映画 ふたりはプリキュア Max Heart』（2005年）、『映画 ふたりはプリキュア Max Heart 2』（2005年）、『ちょ〜短編 プリキュアオールスターズ GoGoドリームライブ！』（2008年）、『プリキュアオールスターズDX』（2009年）、『プリキュアオールスターズDX2』（2010年）、『プリキュアオールスターズDX3』（2011年）、『プリキュアオールスターズNewStage2』（2013年）、『プリキュアオールスターズNewStage3』（2014年）、『春のカーニバル♪』（2015年）[37]、『みんなで歌う♪奇跡の魔法！』（2016年）、『映画 HUGっと！プリキュア』（2018年）[38]、『映画 プリキュアミラクルユニバース』（2019年）、『映画 プリキュアオールスターズF』（2023年）
8. ↑  『Vol.1 再誕』（2006年）、『Vol.3 歩くような速さで』（2007年）
9. ↑  『WARS』（2009年）、『WORLD』『3D』（2011年）、『OVER WORLD』（2012年）、『CROSSRAYS』（2019年）、『ETERNAL』（2025年）
10. ↑  『エクストリームバーサス』（2010年）、『フルブースト』（2012年）、『マキシブースト』（2014年）、『マキシブースト ON』（2016年）
11. ↑  『エクストリームバーサス2』（2018年）、『クロスブースト』（2021年）、『オーバーブースト』（2023年）、『インフィニットブースト』（2025年）